# Timo Tompuri
Timo Antero Tompuri (Pernå, 9 giugno 1969) è un ex discobolo finlandese.

## Biografia

### Caso doping
Nella primavera del 2002, Tompuri ed il pesista finlandese Ville Tiisanoja, di ritorno da una sessione di allenamento in Spagna, vennero scoperti, dalle autorità doganali francesi, in possesso di sostanze dopanti.
Il giorno 28 aprile 2002, giunti alla dogana francese, la loro macchina, una Volkswagen Golf, venne perquisita dalle autorità che trovarono 4 fiale di testosterone, 38 compresse di efedrina e 44 compresse di clenbuterolo.
I due atleti negarono subito ogni loro coinvolgimento ma ricevettero comunque un avvertimento dal Tribunale sportivo finlandese che dichiarò l'estrema improbabilità che Tompuri e Tiisanoja non sapessero della presenza di quelle sostanze dopanti nel loro bagagliaio.
La sentenza del 22 gennaio 2003, prescrisse l'impossibilità di Tompuri a prendere parte alle competizioni fino alla data del 31 agosto 2003.

## Palmarès
| Anno | Manifestazione | Sede     | Evento           | Risultato | Misura  | Note |
| ---- | -------------- | -------- | ---------------- | --------- | ------- | ---- |
| 1999 | Mondiali       | Siviglia | Lancio del disco | 23º       | 58,90 m |      |
| 2001 | Mondiali       | Edmonton | Lancio del disco | 10º       | 62,82 m |      |
| 2002 | Europei        | Monaco   | Lancio del disco | 9º        | 61,17 m |      |
| 2005 | Mondiali       | Helsinki | Lancio del disco | 25º       | 59,11 m |      |

## Campionati nazionali
- 5 titoli nazionali nel lancio del disco (1998, 2000/2001, 2003, 2005)

1997
- 6º ai campionati nazionali finlandesi, lancio del disco - 55,60 m

1998
- Oro ai campionati nazionali finlandesi, lancio del disco - 60,58 m

1999
- Argento ai campionati nazionali finlandesi, lancio del disco - 61,78 m

2000
- Oro ai campionati nazionali finlandesi, lancio del disco - 60,95 m

2001
- Oro ai campionati nazionali finlandesi, lancio del disco - 63,62 m

2002
- Argento ai campionati nazionali finlandesi, lancio del disco - 59,30 m

2003
- Oro ai campionati nazionali finlandesi, lancio del disco - 60,32 m

2004
- Argento ai campionati nazionali finlandesi, lancio del disco - 59,21 m

2005
- Oro ai campionati nazionali finlandesi, lancio del disco - 60,73 m

2006
- Bronzo ai campionati nazionali finlandesi, lancio del disco - 57,11 m

2007
- 5º ai campionati nazionali finlandesi, lancio del disco - 56,85 m